# Ómar Rodríguez
Ómar Andrés Rodríguez Martínez (Bogotá, D. C.; 4 de marzo de 1981) es un exfutbolista colombiano. Jugaba como mediocampista.

## Trayectoria
Se formó en las divisiones inferiores de Millonarios, club al que llegó en el año 1994 a la edad de 13 años. Debutó en la Categoría Primera A del fútbol profesional colombiano en el primer semestre del año 2001 en cumplimiento de la norma del jugador sub-20 que obligaba a los equipos colombianos a alinear un jugador de esta edad en el inicio de cada partido.
Durante los siguientes años, fue poca la oportunidad que se le dio, por lo cual fue transferido al Sociedad Deportiva Aucas de Quito, Ecuador en el segundo semestre de  2005.
Para inicios de 2006 regresó al equipo albiazul y solo jugó (2) partidos en toda la temporada. Esto lo llevó a marcharse por segunda vez de Millonarios a inicios de 2007 y entonces pasó a Academia Fútbol Club, un equipo de la Primera B del fútbol profesional colombiano. En este equipo fue titular indiscutido durante tres temporadas y jugó (75) partidos e hizo (20) goles en el torneo de la Primera B, además de jugar (7) partidos y marcar (1) gol en las Copa Colombia de 2008 y 2009.
Su buena actuación en Academia Fútbol Club, hizo que el Deportivo Pasto lo fichará a mediados de 2009. Con el club pastuso jugó (15) partidos marcando (1) gol en la Categoría Primera A y jugó (3) partidos y marcó (3) goles en la Copa Colombia 2009.
Esta buena figuración, tanto en Academia Fútbol Club, como en el Deportivo Pasto lo llevó una vez más Millonarios desde inicios de 2010
.
En el año 2014 fue contratado por el Football Club of Pune City de la Super Liga de la India. 
Para enero de 2017 y después de 3 años sin jugar profesionalmente, Tigres bajo la dirección técnica de John Jairo Bodmer le brindan la oportunidad de volver a las canchas. Al finalizar competencias el mismo año decide retirarse del fútbol profesional.

## Estadísticas
| Club                          | Div.          | Temporada     | Liga  | Liga  | Copas | Copas | Internacional | Internacional | Total | Total |
| Club                          | Div.          | Temporada     | Part. | Goles | Part. | Goles | Part.         | Goles         | Part. | Goles |
| ----------------------------- | ------------- | ------------- | ----- | ----- | ----- | ----- | ------------- | ------------- | ----- | ----- |
| Millonarios · Colombia        | 1.ª           | 2001          | 5     | 0     | -     | -     | 0             | 0             | 5     | 0     |
| Millonarios · Colombia        | 1.ª           | 2002          | 3     | 0     | -     | -     | -             | -             | 3     | 0     |
| Millonarios · Colombia        | 1.ª           | 2003          | 1     | 0     | -     | -     | -             | -             | 1     | 0     |
| Millonarios · Colombia        | 1.ª           | 2004          | 21    | 2     | -     | -     | 1             | 0             | 22    | 2     |
| Millonarios · Colombia        | 1.ª           | 2005          | 13    | 1     | -     | -     | -             | -             | 13    | 1     |
| Aucas · Ecuador               | 1.ª           | 2006          | 15    | 1     | -     | -     | -             | -             | 15    | 1     |
| Millonarios · Colombia        | 1.ª           | 2006          | 2     | 0     | -     | -     | -             | -             | 2     | 0     |
| Academia Compensar · Colombia | 2.ª           | 2007-09       | 75    | 20    | 7     | 1     | -             | -             | 82    | 21    |
| Deportivo Pasto · Colombia    | 1.ª           | 2009          | 14    | 1     | 3     | 3     | -             | -             | 17    | 4     |
| Millonarios · Colombia        | 1.ª           | 2010          | 21    | 0     | 7     | 3     | -             | -             | 28    | 3     |
| Millonarios · Colombia        | 1.ª           | 2011          | 18    | 2     | 5     | 3     | -             | -             | 23    | 5     |
| Millonarios · Colombia        | Total club    | Total club    | 84    | 5     | 12    | 6     | 1             | 0             | 97    | 11    |
| Deportivo Pasto · Colombia    | 1.ª           | 2012          | 45    | 6     | 5     | 0     | -             | -             | 50    | 6     |
| Deportivo Pasto · Colombia    | Total club    | Total club    | 59    | 7     | 8     | 3     | 0             | 0             | 67    | 10    |
| Once Caldas · Colombia        | 1.ª           | 2013          | 13    | 1     | 5     | 1     | -             | -             | 18    | 2     |
| Águilas Doradas · Colombia    | 1.ª           | 2013          | 12    | 0     | -     | -     | 4             | 0             | 16    | 0     |
| Águilas Doradas · Colombia    | 1.ª           | 2014          | 1     | 0     | -     | -     | -             | -             | 1     | 0     |
| Águilas Doradas · Colombia    | Total club    | Total club    | 13    | 0     | 0     | 0     | 4             | 0             | 17    | 0     |
| FC Pune City India            | 1.ª           | 2014          | 1     | 0     | -     | -     | -             | -             | 1     | 0     |
| Tigres de Bogotá · Colombia   | 1.ª           | 2017          | 8     | 1     | -     | -     | -             | -             | 8     | 1     |
| Total carrera                 | Total carrera | Total carrera | 268   | 35    | 32    | 11    | 5             | 0             | 305   | 46    |

## Palmarés

### Campeonatos nacionales
| Torneo        | Club        | País     | Año  |
| ------------- | ----------- | -------- | ---- |
| Copa Colombia | Millonarios | Colombia | 2011 |

### Campeonatos internacionales
| Torneo          | Club        | País     | Año  |
| --------------- | ----------- | -------- | ---- |
| Copa Merconorte | Millonarios | Colombia | 2001 |